# Edgar Loening

Edgar Loening

Edgar Loening (auch: Edgar Löning; * 14. Juni 1843 in Paris; † 19. Februar 1919 in Halle (Saale)) war ein deutscher Rechtswissenschaftler.

## Leben
Lönings Vater Karl Friedrich Loening war Mitgründer von Rütten & Loening. Als Jude ließ er sich und den Sohn 1847 evangelisch taufen. Die Mutter war Anna Luise (Nanette) geb. Reinach. Nach dem Besuch der Schulen besuchte er die Gymnasien in Frankfurt am Main und Bonn. Nachdem er das Abitur absolviert hatte, studierte er ab 1862 Philologie, Geschichte und Rechtswissenschaft an der Rheinischen Friedrich-Wilhelms-Universität Bonn. 1863 wechselte er an die Ruprecht-Karls-Universität Heidelberg. Während seines Studiums wurde er Mitglied der Burschenschaft Allemannia Heidelberg.
Nach der Rückkehr nach Bonn wurde er 1864/65 in den Bonner Philologenkrieg verwickelt, in dem er sich als Parteigänger Friedrich Ritschls hervortat. Unter dramatischen Umständen wurde er am 9. März 1865 zum Dr. phil.  promoviert. Er setzte seine Studien an der Universität Leipzig fort, an der er 1867 zum Dr. iur. promovierte. Er habilitierte sich 1868 in Heidelberg und wurde Privatdozent. Eine Bildungsreise führte ihn nach Österreich, Belgien, Italien und Frankreich.
1870 übernahm er eine Stelle bei der Bezirksregierung des Unterelsass, wo er für seine Tätigkeit mit dem Eisernen Kreuz am weißen Bande ausgezeichnet wurde.
1872 wurde er a.o. Professor der Rechte in an der Kaiser-Wilhelms-Universität Straßburg. 1877 folgte er dem Ruf der Kaiserlichen Universität Dorpat auf ihren Lehrstuhl für Staats- und Völkerrecht. 1883 wechselte er als o. Professor für Staats- und Kirchenrechts an die Universität Rostock. 1886 ging er schließlich als  o. Professor für Staats-, Verwaltungs-, Völker- und Kirchenrecht an die Friedrichs-Universität Halle.
Er wirkte in Halle an der Profilierung des noch jungen Verwaltungsrechts mit und widmete sich staatsrechtlichen Fragen. Er gestaltete den Umbau der Juristischen Fakultät zur Rechts- und staatswissenschaftlichen Fakultät mit. Für das akademische Jahr 1899/1900 wurde er zum Rektor gewählt. Ab 1901 saß er im Preußischen Herrenhaus.
Sein Sohn Otto Loening wurde ebenfalls Rechtswissenschaftler und Politiker. Der jüngere Sohn Hermann Loening (* 1885; † 1943) war Dr. rer. pol., Abteilungsleiter und Geschäftsführer des Reichsverbands der Deutschen Industrie bis 1933, ging dann mit seiner Frau Eva von Gierke-Polanowitz, Schwester des Hans von Gierke, ins Exil und lebte zuletzt in Windhoek in Südwest-Afrika.

## Ehrungen
- Eisernes Kreuz am weißen Bande (1871)
- Stern zum Kronenorden (Preußen) 2. Klasse
- Hausorden Albrechts des Bären, Komtur 2. Klasse
- Sankt-Stanislaus-Orden 2. Klasse mit Stern
- Ehrenmitglied der Universität Kiew
- Geh. Justizrat
- D. theol. h. c. der theologischen Fakultät der Universität Halle

## Werke (Auswahl)
Loening war Mitherausgeber der Jahrbücher für Nationalökonomie und Statistik und hat sich an der Herausgabe des Staatswörterbuchs von Johann Caspar Bluntschli beteiligt. Zudem hat er einige Bücher verfasst, die sich vor allem mit dem Verwaltungsrecht beschäftigten.
- Die Erbverbrüderungen zwischen den Häusern Sachsen und Hessen und Sachsen, Brandenburg und Hessen. Heidelberg 1867.
- Die Verwaltung des Generalgouvernements im Elsaß. Straßburg 1874.
- Geschichte des deutschen Kirchenrechts. Straßburg 1878, 2 Bände
- Die Haftung des Staates für rechtswidrige Handlungen des Beamten. Frankfurt am Main 1879.
- Lehrbuch des deutschen Verwaltungsrechts. Leipzig 1884.
- Rudolf v. Gneist. 1895.
- Die Gemeindeverfassung des Urchristentums. Halle 1888.
- Die Repräsentativverfassung im 19. Jahrhundert. 1900.
- Grundzüge der Verfassung des Deutschen Reiches. B. G. Teubner, 1901.
- Gerichtsbarkeit über fremde Staaten und Souveräne. 1903.
- Die Autonomie der standesherrlichen Häuser Deutschlands nach dem Rechte der Gegenwart. 1905.
- mit Konrad Elster, Johannes Conrad und Wilhelm Hector Richard Albrecht Lexis: Handbuch der Staatswissenschaften. 1896–1901 u.ö. (online)
- Kaiser und Reich, 1888–1913 Festrede gehalten in der Aula der Königlichen Friedrichs-universität, Halle-Wittenberg, am 16. Juni 1913. Halle 1913.
- Die standesherrliche Schiedsgerichtsbarkeit und das Urteil des königlichen Bayerischen Obersten Landesgerichts vom 24. Februar 1913. Halle a. d. S., 1917.
- Das preussische Gesetz vom 10. Juni 1834 betreffend die Deklaration der Verfassungsurkunde. Halle 1913.